# Астерьос Зурбас
Астерьос Г. Зурбас или Зорбас (на гръцки: Αστέριος Γ. Ζουρμπάς, Ζορμπάς) е гръцки журналист, синдикалист и политик.

## Биография
Роден е в 1880 година. В 1908 година в Кавала учредява синдикалното дружество „Евдемония“. В 1913 година става гръцки учител в Горно Броди. Заедно с Йоанис Зурбас издава в Кавала вестник „Симеа“ (Знаме).
В 1920 година е избран за депутат в ревизионистичния парламент от Драма, а в 1932 година от Селската работническа партия е избран за депутат от Бер (Катерини-Бер-Негуш). На изборите в 1946 година е кандидат за депутат от Солун от Националния политически съюз (Социалдемократическа партия), но не е избран, като получава 1333 гласа. В 1952 година е кандидат за депутат от Пиерия от Гръцки сбор с Константинос Папагеоргиос и Александрос Делиянидис, но не е избран. Умира вероятно в 1956 година. Името му носи улица в Катерини.